# Skogsrydssjön
Skogsrydssjön är en sjö i Tingsryds kommun i Småland och ingår i Ronnebyåns huvudavrinningsområde. Sjön är 2,7 meter djup, har en yta på 0,311 kvadratkilometer och befinner sig 134 meter över havet. Sjön avvattnas av vattendraget Ronnebyån. Vid provfiske har bland annat abborre, braxen, gers och gädda fångats i sjön.

## Delavrinningsområde
Skogsrydssjön ingår i det delavrinningsområde (628253-146304) som SMHI kallar för Inloppet i Viren. Medelhöjden är 146 meter över havet och ytan är 18,24 kvadratkilometer. Räknas de 25 avrinningsområdena uppströms in blir den ackumulerade arean 577,53 kvadratkilometer. Avrinningsområdets utflöde Ronnebyån mynnar i havet. Avrinningsområdet består mestadels av skog (83 procent). Avrinningsområdet har 0,5 kvadratkilometer vattenytor vilket ger det en sjöprocent på 2,7 procent.

## Fisk
Vid provfiske har följande fisk fångats i sjön:
- Abborre
- Braxen
- Gärs
- Gädda
- Mört
- Sarv
- Sutare